# Yacuma (provins)

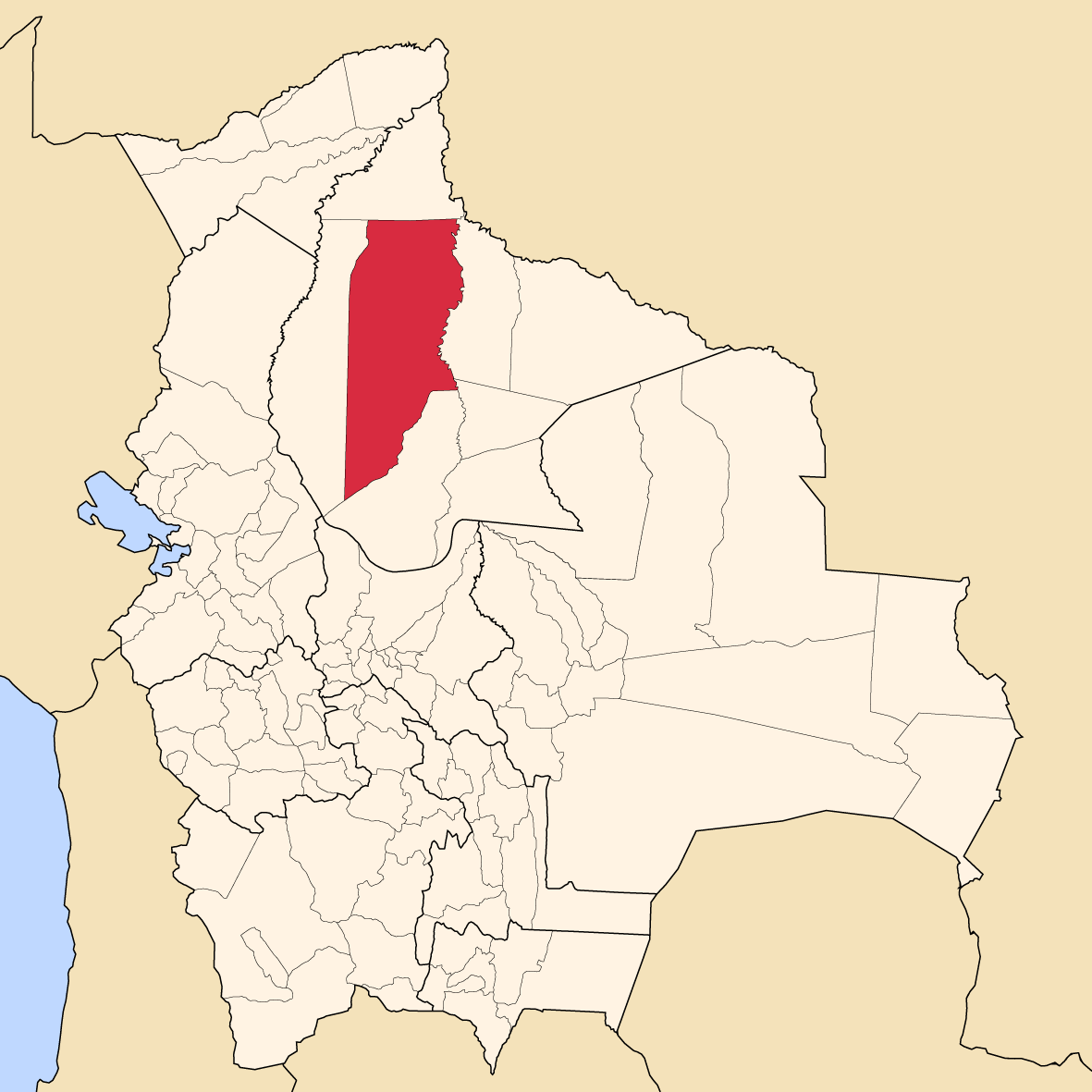
Provinsens läge i Bolivia

Yacuma är en provins i departementet Beni i Bolivia. Den administrativa huvudorten är Santa Ana del Yacuma.